# 基地邊緣

《基地邊緣》台灣中文版封面（奇幻基地）

《基地邊緣》（英語：Foundation's Edge），是美國作家以撒·艾西莫夫出版於1982年的科幻小說，「基地系列」第四部作品，歸於「基地後傳」。「基地三部曲」完成後30年，在讀者三催四請，百般期待下，艾西莫夫才提筆發表基地續作。
這部小說是艾西莫夫44年的寫作生涯，寫了262本書之後，首次進入紐約時報暢銷書排行榜的作品，並在1983年榮獲雨果獎最佳長篇小說，以及1982年星雲獎（星云奖）最佳長篇小說提名。

## 故事情節
基地紀元498年。
端點星議員葛蘭·崔維茲（Golan Trevize），憑藉著天賦異稟的直覺，在議會挑戰市長權威，質疑第二基地灰飛煙滅根本是一場騙局。市長怕他動搖人心，當場將他以叛國罪下獄，私底下派他與史學教授詹諾夫·裴洛拉特（Janov Pelorat）同行：明察地球，暗訪第二基地；表面找尋地球的下落，實質是要找尋第二基地。另一方面，第二基地一位年輕發言者無意間發現除了第二基地外，還有能夠運用精神力量的組織，為了避免「騾亂」重演，年輕發言者也踏他的尋訪之旅。
崔維茲與裴洛拉特循線前往神秘行星「蓋婭」，第一基地的市長和第二基地的年輕發言者也尾隨而至，在前面等待他們三方人馬的，竟然是一道史無前例的選擇題。

## 外部連結
- 艾西莫夫官方網頁 （页面存档备份，存于）